# Пикалово (Липецкая область)
Пикалово — деревня в Воловском районе Липецкой области России. Входит в состав Гатищенского сельсовета.

## География
Деревня находится в юго-западной части Липецкой области, в лесостепной зоне, в пределах восточных отрогов Среднерусской возвышенности, на левом берегу ручья Сухой (приток реки Олым), на расстоянии примерно 21 километра (по прямой) к северо-северо-востоку (NNE) от села Волово, административного центра района. Абсолютная высота — 178 метров над уровнем моря.
Климат умеренно континентальный с теплым летом и умеренно морозной зимой.
Часовой пояс
Деревня Пикалово, как и вся Липецкая область, находится в часовой зоне МСК (московское время). Смещение применяемого времени относительно UTC составляет +3:00.

## Население
| 2010 | 2012 |
| ---- | ---- |
| 175  | ↘171 |

Гендерный состав
По данным Всероссийской переписи населения 2010 года в гендерной структуре населения мужчины составляли 48 %, женщины — соответственно 52 %.
Национальный состав
Согласно результатам переписи 2002 года, в национальной структуре населения русские составляли 98 % из 225 чел.

## Улицы
Уличная сеть деревни состоит из трёх улиц.